# Neurofibromatose type 2
Neurofibromatose type 2 (NF2) is een ziekte die goedaardige tumoren (gezwellen) bij de hersenen en soms ook rondom het ruggenmerg veroorzaakt. Goedaardig wil zeggen dat de tumoren zich niet verspreiden door het lichaam en dat ze vaak langzaam groeien. De ziekte komt naar schatting maar bij 1 op 60.000 personen voor en is dus zeldzaam. In Nederland zou het om 300 tot 400 mensen gaan. De plek en het aantal tumoren verschilt per patiënt. Verreweg de meeste mensen met NF2 ontwikkelen tumoren in het hoofd die langs beide zenuwen van het evenwichts- en gehoororgaan liggen: dit wordt een brughoektumor genoemd. Zij kunnen gehoorverlies, suizen en evenwichtsklachten veroorzaken. Bij NF2 bestaat een groot risico op uiteindelijke doofheid, doordat de tumoren aan beide kanten voorkomen. De klachten die de andere tumoren geven zijn afhankelijk van de plek waar deze zitten. Sommige tumoren veroorzaken, soms tijdelijk, geen klachten. Naast goedaardige tumoren, komen er ook oog- en huidafwijkingen voor bij NF2. NF1, NF2 en schwannomatose zijn drie verschillende aandoeningen. De overeenkomst is dat ze alle drie te maken met de vorming van tumoren langs de zenuwschede. Hierdoor zijn deze aandoeningen in het verleden in één groep geplaatst.

## Erfelijkheid NF2
Bij NF2 wordt door een mutatie in het DNA de groei van bepaalde cellen niet geremd. Als cellen een ongeremde groei laten zien, dan wordt dit een tumor genoemd. In het geval van NF2 zijn deze goedaardig.
NF2 is een erfelijke ziekte. Ongeveer de helft van de mensen met NF2 heeft de ziekte geërfd van een ouder. De andere helft is de eerste in de familie waarbij er sprake is van nieuwe, spontane mutatie. Een spontane mutatie heeft alleen consequenties voor de kinderen van die persoon, maar niet voor andere familieleden. Een deel van de mensen met een spontane mutatie, heeft deze mutatie in mozaïek vorm. Dit betekent dat de mutatie niet in alle lichaamscellen zitten. Bij deze vorm is er vaak sprake van een milder ziektebeloop en is de patiënt vaak ouder wanneer de diagnose gesteld wordt. De mutatie wordt in dat geval vaak niet in bloed teruggevonden en de kans dat het wordt doorgegeven aan het nageslacht is meestal veel kleiner dan 50%.

## Behandeling van NF2
Er is nog geen genezing beschikbaar voor NF2. Wel kan de ziekte vertraagd worden. Indien er een behandeling nodig is, dan kan deze bestaan uit opereren, bestralen of met medicijnen. Bij een operatie wordt de tumor (deels) verwijderd. Bij radiotherapie wordt met bestraling van de tumor geprobeerd deze tot stilstand te brengen. Het doel is dus om de groei te stoppen, met zo min mogelijk bijwerkingen. In enkele gevallen kan ook een behandeling met medicijnen de groei van de tumoren tegen te gaan en in een deel van de gevallen (tijdelijk) het gehoor te behouden. Daarnaast kunnen sommige symptomen bestreden worden. Denk hierbij bijvoorbeeld aan het verbeteren van het gehoor.

## Onno Faber
De Nederlandse Onno Faber heeft naar aanleiding van zijn NF2 diagnose een initiatief gestart om patiënten zelf meer betrokkenheid te bieden bij de ontwikkeling van behandelingen voor zeldzame ziekten. In een van zijn eerste projecten - een Hackathon - liet hij 300 'hackers' zijn DNA uit tumorweefsel vergelijken met dat van zijn (niet-aangedane) broer.